# Taxa referencial
Taxa Referencial (TR) é uma taxa de juros de referência, instituída pela Medida Provisória n° 294, de 31 de janeiro de 1991 (depois transformada na Lei n° 8.177, de 1º de março de 1991). Integrava um conjunto de medidas de política econômica do governo brasileiro - o chamado Plano Collor II - visando a desindexação da economia e o combate à inflação.
A TR deveria servir como referência para os juros vigentes no Brasil, sendo divulgada diariamente, a fim de evitar que a taxa de juros do mês corrente refletisse a inflação do mês anterior. A TR foi usada como índice econômico de correção monetária, o que gerou protestos e ações judiciais. Durante a fase mais aguda da inflação no Brasil, havia também a TRD - Taxa Referencial Diária.
Atualmente a TR é utilizada no cálculo do rendimento de vários investimentos, tais como títulos públicos, caderneta de poupança e outras operações, tais como empréstimos do Sistema Financeiro da Habitação (SFH), pagamentos a prazo e seguros⁣, em geral. É calculada pelo Banco Central do Brasil, com base na taxa média mensal ponderada ajustada dos CDBs prefixados das trinta maiores instituições financeiras do país, eliminando-se as duas menores e as duas maiores taxas médias. A base de cálculo da TR é o dia de referência, sendo calculada no dia útil posterior. Sobre a média apurada das taxas dos CDBs é aplicado um redutor que varia mensalmente.
A TR é amplamente utilizada como indexador para cálculos de financiamentos de bancos e fundos de fomento, um exemplo muito conhecido são as operações de fomento realizadas pela FINEP, que tem foco em fomento a tecnologia e inovação.